# Los cazafantasmas (franquicia de medios)
La franquicia de los Cazafantasmas es una franquicia de medios que consiste en comedias de terror natural estadounidenses, basadas en un concepto original creado por Dan Aykroyd y Harold Ramis en 1984, y producidas por Sony Pictures.
La trama se centra en un grupo de excéntricos científicos de la ciudad de Nueva York que investigan, encuentran y capturan fantasmas, fenómenos paranormales, manifestaciones, semidioses y demonios.
La franquicia se expandió con figuras de acción, libros, cómics, videojuegos, series de televisión, atracciones de parques temáticos y otros productos originales con el tema de los cazafantasmas.

## Configuración

### Tecnología

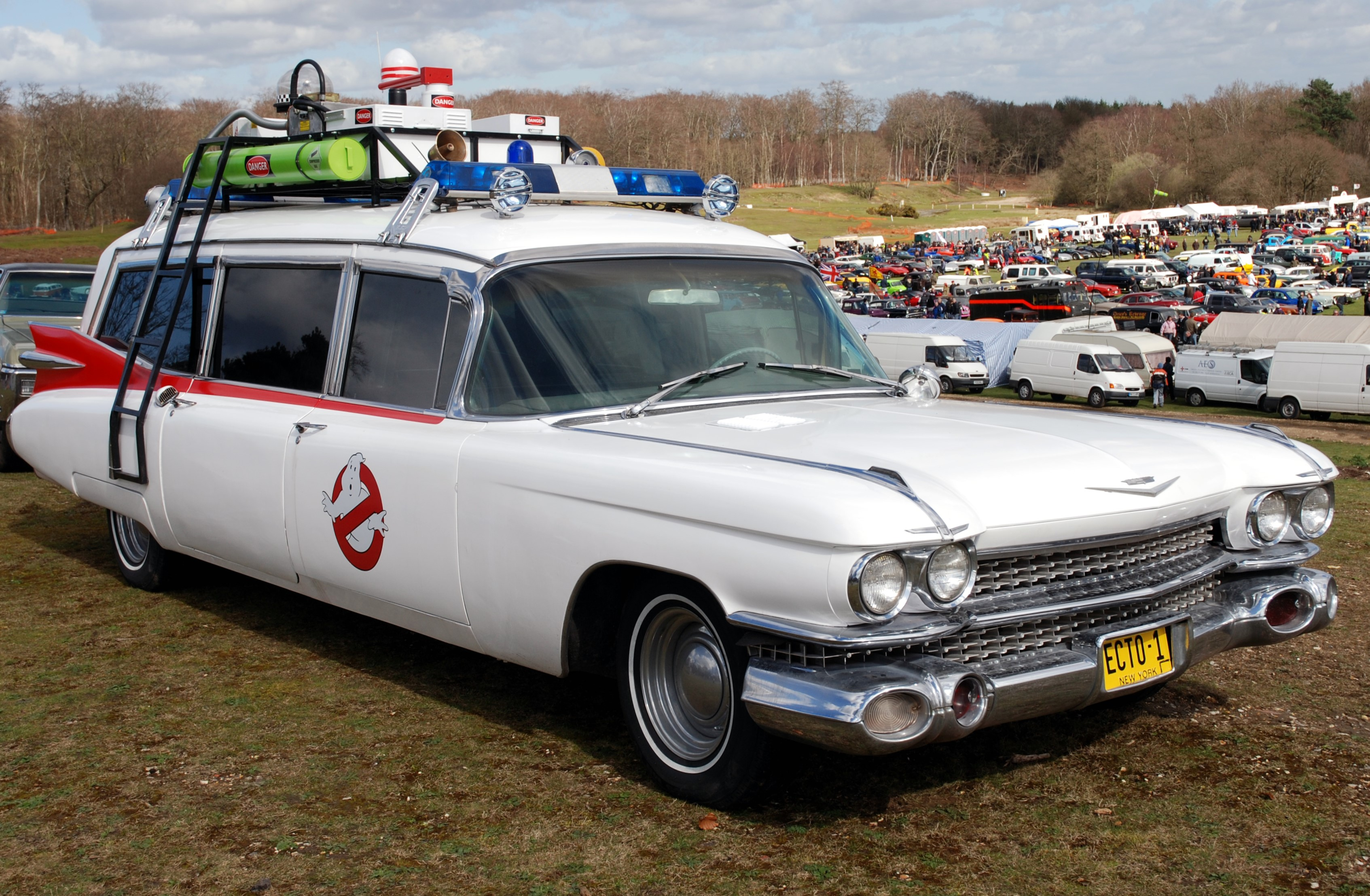
Ectomóvil.

Los Cazafantasmas usan un conjunto especializado de equipos en la película de 1984, y toda la ficción posterior de Los Cazafantasmas incluye equipos similares para ayudar en la captura y contención de fantasmas. Además de la tecnología principal utilizada en la serie, un borrador de guion para Ghostbusters III incluye a los Cazafantasmas desarrollando una máquina para transportarse a sí mismos a un Manhattan alternativo para salvar Nueva York.

### Transporte
El Ecto-1 (también conocido como Ectomóvil) es un vehículo ficticio de la franquicia. Aparece en las películas Ghostbusters (1984), Ghostbusters II (1989), Cazafantasmas (2016), Ghostbusters: Afterlife (2021) y Ghostbusters: Frozen Empire (2024).
En las series de televisión animadas: The Real Ghostbusters y Extreme Ghostbusters, y en los videojuegos Ghostbusters: The Video Game y Ghostbusters: Spirits Unleashed.

## Películas

### Serie original
| Película                    | Fecha de lanzamiento ( Estados Unidos) | Director      | Guionista(s)                                | Productor(es)                    |
| --------------------------- | -------------------------------------- | ------------- | ------------------------------------------- | -------------------------------- |
| Los cazafantasmas           | 8 de junio de 1984                     | Ivan Reitman  | Dan Aykroyd y Harold Ramis                  | Ivan Reitman                     |
| Ghostbusters II             | 16 de junio de 1989                    | Ivan Reitman  | Dan Aykroyd y Harold Ramis                  | Ivan Reitman                     |
| Ghostbusters: Afterlife     | 19 de noviembre de 2021                | Jason Reitman | Jason Reitman                               | Ivan Reitman                     |
| Ghostbusters: Frozen Empire | 22 de marzo de 2024                    | Gil Kenan     | Gil Kenan, Jason Reitman y Jason Blumenfeld | Jason Reitman y Jason Blumenfeld |
| Reinicio                    |                                        |               |                                             |                                  |
| Cazafantasmas               | 15 de julio de 2016                    | Paul Feig     | Paul Feig y Katie Dippold                   | Amy Pascal e Ivan Reitman        |

#### Los Cazafantasmas(1984)
Los Cazafantasmas, la primera película de la serie, es una película de comedia de ciencia ficción de 1984 sobre tres científicos de la ciudad de Nueva York. Después de ser despedidos de la Universidad de Columbia, comienzan su propio negocio investigando y capturando fantasmas. Protagonizada por Bill Murray, Dan Aykroyd, Harold Ramis, Rick Moranis, Sigourney Weaver, Annie Potts y Ernie Hudson, se estrenó en Estados Unidos el 8 de junio de 1984. Se había realizado con un presupuesto de 30 millones de dólares, pero recaudó aproximadamente $240 millones en los Estados Unidos y más de $50 millones en el extranjero durante su presentación en cines, más que la entrega Indiana Jones and the Temple of Doom, convirtiéndola en la película más exitosa en Estados Unidos ese año (después de los relanzamientos) y una de las comedias más exitosas de la década de 1980. El American Film Institute la colocó en el puesto 28 de su lista de las 100 mejores comedias de todos los tiempos. IGN votó a Cazafantasmas como la mejor comedia de la historia en 2005. El canal de televisión Bravo clasificó a Cazafantasmas en el puesto 28 en su lista de las 100 películas más divertidas en 2006.

#### Ghostbusters II(1989)
La segunda película, Cazafantasmas II, se estrenó el 16 de junio de 1989. Cinco años después de la primera, los Cazafantasmas han perdido su credibilidad debido a la cantidad de daños a la propiedad que han causado, pero identifican una nueva amenaza para la ciudad de Nueva York después de descubriendo un río de limo ectoplasmático que reacciona a la gran cantidad de emociones negativas dentro de la ciudad. Murray, Aykroyd, Ramis, Hudson, Weaver, Potts y Moranis retomaron sus papeles de la primera película, y se les unieron Peter MacNicol y Wilhelm von Homburg, entre otros. Tras el éxito de la primera película y la serie de animación The Real Ghostbusters, Columbia Pictures presionó a los productores para que hicieran una secuela. Aykroyd, Ramis y Reitman se sintieron incómodos con esto al principio, ya que la película original estaba destinada a ser concluyente y deseaban trabajar en otros proyectos. Eventualmente, estuvieron de acuerdo y crearon un guion. La secuela ganó $215 millones de un presupuesto de $37 millones, pero recibió críticas tibias en comparación con la primera película.

#### Ghostbusters: Afterlife(2021)
La tercera película, Ghostbusters: Afterlife, se estrenó el 19 de noviembre de 2021. Treinta y dos años después de la segunda, los Cazafantasmas se han disuelto y su legado se olvida en su mayoría. Después de que una madre soltera y sus hijos se mudaran a una granja de Oklahoma, heredaron de su padre separado, Egon Spengler, quien se embarcó en una misión para evitar un apocalipsis. La película fue dirigida por Jason Reitman, hijo del director original Ivan Reitman, con un guion coescrito por él mismo y Gil Kenan, mientras que Ivan Reitman se desempeñó como productor. El elenco incluye a Mckenna Grace, Finn Wolfhard, Carrie Coon y Paul Rudd, y se les unieron Logan Kim y Celeste O'Connor, entre otros. Además, Murray, Aykroyd, Hudson, Potts y Weaver aparecen en papeles secundarios, retomando sus personajes de las dos primeras películas.

#### Ghostbusters: Frozen Empire(2024)
En diciembre de 2021, Dan Aykroyd expresó interés en que los tres actores sobrevivientes del equipo original de Cazafantasmas repitan sus papeles en hasta tres secuelas adicionales. Sobre la posibilidad de secuelas, David A. Gross de Franchise Entertainment Research sintió que Afterlife se desempeñó lo suficientemente bien en la taquilla para que Sony buscara películas adicionales.
En abril de 2022 en CinemaCon, se anunció que una cuarta película estaba en desarrollo temprano. El proyecto servirá como secuela de Ghostbusters: Afterlife. Jason Reitman dijo que esta película continuaría siguiendo a la familia Spengler y recibió el nombre en código de "Firehouse".

### Reinicio

#### Cazafantasmas(2016)
La película de 2016, Cazafantasmas, es un reinicio de la franquicia que tiene lugar en un universo alternativo, presentando un nuevo elenco de personajes, pero sigue una narrativa similar a la película original. Un grupo de investigadores excéntricos hace descubrimientos dentro de incidentes paranormales con la intención de detectar y capturar fantasmas y proteger a la ciudad de Nueva York de esos espíritus. La película presenta principalmente un nuevo elenco, protagonizado por Kristen Wiig, Melissa McCarthy, Leslie Jones y Kate McKinnon como el equipo femenino de Cazafantasmas, junto con Chris Hemsworth como su recepcionista masculino. Además, Aykroyd, Murray, Weaver, Hudson y Potts tuvieron pequeños cameos. La película se estrenó el 15 de julio de 2016, como Ghostbusters, y los medios domésticos lanzaron el nombre de Ghostbusters: Answer the Call. Recibió críticas mixtas y recaudó $229 millones de un presupuesto de $144 millones; después de contabilizar el marketing, una pérdida de $70 millones.

### Futuro

#### Película animada sin título
En octubre de 2015, Ivan Reitman anunció que estaba produciendo una película animada para Sony Pictures Animation, con Fletcher Moules adjunto al proyecto como animador y director. La película contará una historia desde la perspectiva de los fantasmas. La producción de la película comenzará después de la finalización y el lanzamiento de Ghostbusters: Afterlife. El proyecto fue reconfirmado el 8 de junio de 2022, con Jennifer Kluska y Chris Prynoski como directores y Brenda Hsueh como guionista de la película.

#### Posible película derivada
En diciembre de 2014, el ciberataque a Sony Pictures reveló que se estaba desarrollando una película derivada de comedia de acción, centrada en otro equipo de Cazafantasmas. Channing Tatum, Reid Carolin y los hermanos Russo presentaron la película al estudio, y se confirmó que complementaría y estaría en desarrollo simultáneamente con Ghostbusters: Answer the Call de Paul Feig, y tenía la intención de ser la primera entrega de una serie de películas inspiradas en Trilogía El caballero oscuro de Christopher Nolan. Tatum estaba siendo cortejado para protagonizar la película, con Chris Pratt visto como su posible coprotagonista. En marzo de 2015, se confirmó oficialmente que la película estaba en desarrollo activo. centrado en torno a otro equipo de Cazafantasmas estaba en desarrollo. Tatum protagonizará la película, y el estudio cortejará a Pratt para que se una al elenco. Escrita por Drew Pearce, la película es vista como una expansión del multiverso de los Cazafantasmas. Ivan Reitman describe su desarrollo como acorde con los planes y la biblia de producción que habían creado treinta años antes durante la película original; afirmando que el propósito del proyecto es: "construir a los Cazafantasmas en el universo en el que siempre prometió que podría convertirse". Joe y Anthony Russo estaban en las primeras negociaciones para dirigir la película. Ivan Reitman, los hermanos Russo, Channing Tatum, Reid Carolin y Peter Kiernan serán los productores. Sin embargo, en junio de 2015, Tatum confirmó que el proyecto se había retrasado a favor de otros proyectos.
En febrero de 2022, Phil Lord y Christopher Miller anunciaron que se habían unido al proyecto durante sus etapas de desarrollo y declararon que todavía existe potencial en el estudio de que la película tenga luz verde en el futuro.

## Series de televisión
| Serie                 | Temporada(s) | Episodios | Primera emisión          | Última emisión         | Medio(s) de difusión |
| --------------------- | ------------ | --------- | ------------------------ | ---------------------- | -------------------- |
| The Real Ghostbusters | 7            | 140       | 13 de septiembre de 1986 | 5 de octubre de 1991   | ABC, Redifusión      |
| Extreme Ghostbusters  | 1            | 40        | 1 de septiembre de 1997  | 4 de diciembre de 1997 | Redifusión           |

### The Real Ghostbusters(1986-1991)
De 1986 a 1991, Columbia Pictures Television y DIC Entertainment produjeron una serie de televisión animada creada por Harold Ramis y Dan Aykroyd, titulada The Real Ghostbusters. "The Real" se agregó al título debido a una disputa con Filmation y sus propiedades de Cazafantasmas. La serie continúa las aventuras de los investigadores paranormales Venkman, Stantz, Spengler, Zeddemore, su secretario Melnitz y su fantasma mascota Slimer. The Real Ghostbusters fue nominado a un Emmy.
Cuando los productores del programa comenzaron a ver el atractivo juvenil del personaje Slimer, comenzó a destacarse más. En 1988, la serie se modificó y pasó a llamarse Slimer and the Real Ghostbusters, y presentaba un formato de una hora con un episodio típico de Real Ghostbusters que conducía a un Slimer más apto para niños. A medida que avanzaba la serie, los episodios regulares de Real Ghostbusters comenzaron a tener un tono más claro para no asustar a la creciente base de fanáticos de los niños pequeños. Además, las caracterizaciones se volvieron más unidimensionales y la animación menos detallada. También se produjeron más cambios detrás de escena con la partida del escritor J. Michael Straczynski. Dave Coulier de Full House se hizo famoso para desempeñar el papel de Peter (con la voz de Lorenzo Music), Buster Jones reemplazó a Winston de Arsenio Hall y Kath Soucie asumió a Janine después de que Laura Summer expresara el papel. Straczynski regresó a la serie temporalmente en la temporada de 1990. Los únicos miembros del elenco que permanecieron durante toda la serie fueron Frank Welker (voz de Stantz y Slimer) y Maurice LaMarche (voz de Spengler). El espectáculo fue cancelado en 1991.

### Extreme Ghostbusters(1997)
Extreme Ghostbusters fue una secuela y un derivado de The Real Ghostbusters que se emitió a fines de 1997. El programa contó con un nuevo equipo de Cazafantasmas más jóvenes liderado por el veterano Cazafantasmas Egon Spengler, la secretaria Janine Melnitz y el fantasma Slimer. La premisa es similar a la trama de Ghostbusters II. Ambientada años después del final de The Real Ghostbusters, la falta de actividad sobrenatural ha llevado a los Cazafantasmas a la quiebra. Cada uno se ha ido por su lado, a excepción de Egon, que todavía vive en la estación de bomberos para monitorear la unidad de contención, continuar sus estudios y dar una clase sobre lo paranormal en una universidad local. Cuando los fantasmas comienzan a reaparecer, Egon se ve obligado a reclutar a sus cuatro alumnos como los nuevos Cazafantasmas. Los nuevos Cazafantasmas eran Kylie Griffin, una genio, experta en ocultismo y contraparte femenina de Egon; Eduardo Rivera, un holgazán latino cínico y a la moda y contraparte de Peter; Garrett Miller, un joven atleta en silla de ruedas y contraparte de Winston; y Roland Jackson, un estudioso genio de la maquinaria afroamericano y contraparte de Ray. El programa recibió el Premio de la Comisión de Discapacidades de Los Ángeles por hacer que uno de sus personajes principales (Garrett) quedara discapacitado.

### Ghostbusters: Ecto Force(TBA)
En junio de 2016, se anunció que se estaba desarrollando una nueva serie animada titulada Ghostbusters: Ecto Force, con un lanzamiento inicial previsto para principios de 2018. La serie estará ambientada en el año 2050 y sigue a un nuevo equipo de Cazafantasmas que captura fantasmas de todo el mundo. En agosto de 2017, Reitman reveló que la serie se había pospuesto para priorizar el desarrollo de la película derivada animada de Los Cazafantasmas.

### Serie animada de Netflix
En junio de 2022 se anunció una serie animada de televisión en streaming de Netflix. La serie será producida por Jason Reitman y Gil Kenan, ambos productores de Ghostbusters: Afterlife, y como una producción de Ghost Corps y Sony Pictures Animation.

### Serie de precuelas sin título
En mayo de 2019, Aykroyd anunció que escribió un guion de precuela con el título de producción de Ghostbusters High y que hay dos proyectos de seguimiento de Ghostbusters: Afterlife en desarrollo. La precuela explorará Nueva Jersey durante 1969, cuando los personajes principales se conocieron cuando eran adolescentes. El proyecto se está considerando alternativamente para una serie de televisión, con Jason Reitman involucrado en su desarrollo. Aykroyd declaró que visualiza el proyecto como un "final" de la franquicia.

## Reparto principal y personajes
| Personaje | Película(s)                    | Película(s)                                                | Película(s)                                     | Película(s)               | Televisión                                        | Televisión           |
| Personaje | Serie original                 | Serie original                                             | Serie original                                  | Reinicio                  | Televisión                                        | Televisión           |
| Personaje | Los cazafantasmas              | Ghostbusters II                                            | Ghostbusters: Afterlife                         | Cazafantasmas             | The Real Ghostbusters                             | Extreme Ghostbusters |
| --- | ------------------------------ | ---------------------------------------------------------- | ----------------------------------------------- | ------------------------- | ------------------------------------------------- | -------------------- |
| Reparto principal |                                |                                                            |                                                 |                           |                                                   |                      |
| Dr. Peter Venkman | Bill Murray                    | Bill Murray                                                | Bill Murray                                     |                           | Lorenzo Music Dave Coulier                        | Dave Coulier         |
| Dr. Raymond "Ray" Stantz | Dan Aykroyd                    | Dan Aykroyd                                                | Dan Aykroyd                                     | Frank Welker              | Frank Welker                                      |                      |
| Dr. Egon Spengler | Harold Ramis                   | Harold Ramis                                               | Harold RamisL Bob GuntonM Ivan ReitmanM         | Busto de cabeza de bronce | Maurice LaMarche                                  | Maurice LaMarche     |
| Dr. Winston Zeddemore | Ernie Hudson                   | Ernie Hudson                                               | Ernie Hudson                                    |                           | Arsenio Hall Buster Jones                         | Buster Jones         |
| Janine Melnitz | Annie Potts                    | Annie Potts                                                | Annie Potts                                     |                           | Laura Summer Kath Soucie                          | Pat Musick           |
| Dana Barrett-Venkman | Sigourney Weaver               | Sigourney Weaver                                           | Sigourney WeaverC                               |                           |                                                   |                      |
| Dra. Abigail "Abby" L. Yates |                                |                                                            |                                                 | Melissa McCarthy          |                                                   |                      |
| Dra. Erin Gilbert |                                |                                                            |                                                 | Kristen Wiig              |                                                   |                      |
| Dra. Jillian "Holtz" Holtzmann |                                |                                                            |                                                 | Kate McKinnon             |                                                   |                      |
| Patricia "Patty" Tolán |                                |                                                            |                                                 | Leslie Jones              |                                                   |                      |
| Kevin Beckman |                                |                                                            |                                                 | Chris Hemsworth           |                                                   |                      |
| Phoebe Spengler |                                |                                                            | Mckenna Grace                                   |                           |                                                   |                      |
| Trevor Spengler |                                |                                                            | Finn Wolfhard                                   |                           |                                                   |                      |
| Podcast |                                |                                                            | Logan Kim                                       |                           |                                                   |                      |
| Lucky Domingo |                                |                                                            | Celeste O´Connor                                |                           |                                                   |                      |
| Callie Spengler |                                |                                                            | Carrie Coon                                     |                           |                                                   |                      |
| Gary Grooberson |                                |                                                            | Paul Rudd                                       |                           |                                                   |                      |
| elenco de apoyo |                                |                                                            |                                                 |                           |                                                   |                      |
| Slimer | Ivan ReitmanV                  | Ivan ReitmanV                                              |                                                 | Adam RayV                 | Frank Welker                                      | Billy West           |
| Louis Tully | Rick Moranis                   | Rick Moranis                                               |                                                 |                           | Rodger Bumpass                                    |                      |
| Alcalde Lenny Clotch | David Margulies                | David Margulies                                            |                                                 |                           | Aron Kincaid Frank Welker Robert Towers Hal Smith |                      |
| Hombre de Malvavisco (El destructor) | Bill Bryan                     |                                                            | Sarah NatochennyV Shelby YoungV                 | Globo de desfile          | Frank Welker John Stocker                         |                      |
| Walter Peck | William Atherton               |                                                            |                                                 |                           | Neil Ross                                         |                      |
| Zuul (el guardián) | Sigourney Weaver Ivan ReitmanV |                                                            | Carrie Coon Celeste O´Connor Ivan ReitmanV      |                           |                                                   |                      |
| Vinz Clortho (El maestro de llaves) | Rick Moranis                   |                                                            | Paul Rudd                                       |                           |                                                   |                      |
| Gozer (El Gozeriano) | Slavitza Jovan Paddi EdwardsV  |                                                            | Olivia WildeU Emma PortnerM Shohreh AghdashlooV |                           |                                                   |                      |
| Mooglie (Logotipo de los Cazafantasmas) | Apareció                       | Apareció                                                   | Apareció                                        | Neil Casey                | Frank Welker Arsenio Hall                         | Apareció             |
| Vigo, los Cárpato |                                | Wilhelm von Homburg Max von SydowUV Howie Weed Dan Aykroyd |                                                 |                           | Cuadro                                            |                      |
| Ivo Shandor |                                |                                                            | J. K. SimmonsC                                  |                           |                                                   |                      |
| Fantasma de ojo de insecto |                                |                                                            | Apareció                                        |                           | Frank Welker                                      |                      |
| - Una celda vacía de color gris oscuro indica que el personaje no estaba en la película o que aún no se ha confirmado la presencia oficial del personaje - A indica una aparición a través de imágenes de archivo - C indica un cameo - U indica una aparición no acreditada - V indica un rol de solo voz - M indica un modelo con el retrato del actor o actriz servido como doble de cuerpo - L indica que el actor o actriz prestó solo su imagen para la película |                                |                                                            |                                                 |                           |                                                   |                      |

## Producción

### Desarrollo

#### Películas originales (1984-1989)
El concepto de la primera película se inspiró en la propia fascinación de Dan Aykroyd por lo paranormal, y fue concebida por Aykroyd como un vehículo para él y su amigo y compañero de Saturday Night Live, John Belushi. A Aykroyd se le ocurrió Ghostbusters después de leer un artículo sobre física cuántica y parapsicología en el American Society of Psychical Research Journal y luego ver películas como Ghost Chasers. Aykroyd pensó: "Rehagamos una de esas viejas comedias de fantasmas, pero usemos la investigación que se está haciendo hoy. Incluso en ese momento, había una investigación plausible que podría apuntar a un dispositivo que podría capturar ectoplasma o materialización, al menos visualmente".
La historia original escrita por Aykroyd era mucho más ambiciosa y desenfocada que lo que finalmente se filmaría; en la visión original de Aykroyd, un grupo de Cazafantasmas viajaría a través del tiempo, el espacio y otras dimensiones enfrentándose a enormes fantasmas (de los cuales el hombre malvavisco que se mantiene en pie era solo uno de muchos). Además, los Cazafantasmas vestían atuendos tipo SWAT y usaban paquetes de protones para luchar contra los fantasmas; Los guiones gráficos de los Cazafantasmas los muestran usando cascos tipo escuadrón antidisturbios con visores transparentes móviles. El borrador original del guion escrito por Aykroyd era muy grande, comparado con una "guía telefónica" del director Ivan Reitman.
Aykroyd le presentó su historia al director y productor Ivan Reitman, a quien le gustó la idea básica pero inmediatamente vio las imposibilidades presupuestarias que exigía el primer borrador de Aykroyd. A sugerencia de Reitman, la historia se revisó a fondo y finalmente evolucionó hasta convertirse en el guion final que Aykroyd y Harold Ramis finalizaron durante unos meses en un refugio antibombas de Martha's Vineyard, según Ramis en la pista de comentarios del DVD de la película. Cuando Belushi murió de una sobredosis de drogas, Aykroyd y Reitman finalmente recurrieron a Bill Murray para reemplazar el papel de Belushi.
Ghostbusters fue un éxito de taquilla, lo que llevó a Columbia Pictures a producir una serie animada basada en la película, The Real Ghostbusters (renombrada para evitar un conflicto con la caricatura existente de Filmation, Ghostbusters), así como a buscar una secuela. Aykroyd y Ramis no se habían conformado con una secuela, creyendo que la primera película estaba destinada a ser independiente, pero finalmente aceptaron.

#### Luchas con una tercera película (1990-2014)
Una segunda secuela de Cazafantasmas había sido de interés para Aykroyd y Ramis en el transcurso de la década de 1990. Durante este período, Aykroyd escribió un guion para una posible tercera película de la serie, titulada Ghostbusters III: Hellbent. El concepto transportaba a los personajes a una versión alternativa de Manhattan llamada Manhellton, donde las personas y los lugares son versiones " infernales " de sus originales y donde los Cazafantasmas se encuentran con el diablo (posteriormente se publicó una versión modificada de este guion). usado en Ghostbusters: The Video Game. En ese momento, Aykroyd y Ramis declararon que, si bien había interés por parte de Columbia Pictures, se mostraban reacios a seguir adelante, ya que Murray se había vuelto menos interesado en el proyecto, Reitman se había hecho a un lado para dejar que ellos (Aykroyd y Ramis) dirigieran las discusiones. y en ese momento Ramis estaba más interesado en dirigir películas que en actuar en ellas. Para lidiar con los posibles cambios de actores, el guion se diseñó en torno a la introducción de un elenco nuevo y más joven que desempeñaría los papeles protagónicos, mientras que los miembros del elenco original regresarían en papeles secundarios. Esto se enmarcó para que los nuevos Cazafantasmas ayudaran a Ray, Egon y Winston con su negocio en dificultades después de que Peter se fue para estar con Dana; en última instancia, Aykroyd había reescrito una versión del guion en la que dijo que Murray y Reitman participarían, pero en 2002, según Aykroyd, Columbia había expresado su preocupación por los altos costos de producción de la película y sintió que se había vuelto demasiado arriesgado. una proposición. Ramis también expresó que Murray se había vuelto "una especie de obstruccionista" acerca de la película, lo que amargó aún más la película a Columbia.
El destino del guion permaneció desconocido hasta 2006, cuando Ramis afirmó que todavía se estaba considerando una variación del guion Hellbent de Aykroyd para la secuela; Para reducir la necesidad de efectos especiales y reducir los costos de producción, Ramis había concebido un dispositivo de encuadre para que la versión alternativa de Manhattan existiera entre momentos en el tiempo, y presentaba situaciones de estancamiento constante y donde todos hablaban un idioma diferente en una versión de lo contrario sin modificar. la ciudad. Ramis sintió que este enfoque también reflejaría las cualidades "mundanas" de las dos primeras películas. Murray todavía se oponía a la película, según Ramis y Hudson, así como Aykroyd. En 2009, Ramis desmintió los rumores de que Chris Farley, Ben Stiller o Chris Rock habían sido considerados para aparecer en la película.
La falta de interés y motivación siguió obstaculizando el progreso hasta 2008. [48] En septiembre de 2008, Columbia contrató a los guionistas Gene Stupnitsky y Lee Eisenberg para que escribieran un nuevo guion para una película de Cazafantasmas, que aún giraría en torno a un nuevo elenco de Cazafantasmas, con un carácter incierto. participación del elenco original. Aykroyd y Ramis dijeron que se esperaba que la filmación de este guion comenzara a fines de 2009 o mediados de 2010, con una ventana de lanzamiento prevista de finales de 2011 a 2012, y Reitman se había comprometido a dirigir la película. Queda la pregunta sobre la participación de Murray en la película. Murray había declarado en una aparición en un programa de entrevistas de 2010 que "lo haría solo si mi personaje muriera en el primer carrete". Aykroyd había dicho que Murray había leído el guion de Stupnitsky-Eisenberg, que según Aykroyd le dio a Murray el "papel cómico de su vida", pero Murray se mantuvo firme en no participar en él. La producción de la película continuó, trabajando en torno a la falta de participación de Murray, y estaba considerando la posibilidad de reformular el personaje de Murray.
Esta versión de la secuela se estancó nuevamente y, en julio de 2012, se contrató a un nuevo equipo de redacción para renovar el guion. Aykroyd dijo que "[El guión tiene] que ser perfecto. Eso es todo. No tiene sentido hacerlo a menos que sea perfecto". Etan Cohen fue contratado como guionista principal para esta versión. El nuevo guion todavía se centró en un elenco completamente nuevo, esta vez como estudiantes de la Universidad de Columbia que se convirtieron en los nuevos Cazafantasmas debido a los descubrimientos de su investigación, con los actores originales de Cazafantasmas, excluyendo a Murray, retomando sus papeles en el elenco secundario. Aykroyd declaró que dejaron suficiente variabilidad en el guion para que, si Murray quisiera participar, pudieran dar cuenta de él.
Finalmente, el guion revisado se completó con planes para comenzar la producción en 2015. Sin embargo, Harold Ramis murió el 24 de febrero de 2014. Inicialmente, Sony/Columbia declaró que el papel de Ramis en la película había sido mínimo y no afectaría la producción. . Sin embargo, Reitman sintió que el guion tenía que ser reelaborado para explicar mejor esto y se acercó al estudio con sus preocupaciones. Después de sus reuniones con Sony, Reitman decidió abandonar la dirección de la película, una combinación del impacto de la muerte de Ramis en su perspectiva, las dificultades para hacer una tercera película de Los Cazafantasmas y el deseo de trabajar en ella. proyectos más pequeños como el Draft Day recientemente completado. Reitman se comprometió con Sony a permanecer en producción y ayudó a Sony a buscar un nuevo director para la película. A mediados de 2014, Sony buscó una lista corta de directores potenciales para la película. Los directores Phil Lord y Christopher Miller estaban en conversaciones para dirigir la película, pero rechazaron el proyecto. Ruben Fleischer también había sido considerado.

#### Dimensiones alternativas y desarrollos derivados (2014-2018)
A fines de 2014, Paul Feig se había incorporado como director potencial para la tercera película, pero Sony anunció oficialmente en agosto de 2014 que Feig había sido contratado para dirigir una nueva versión de Cazafantasmas con un elenco exclusivamente femenino. Reitman y Amy Pascal de Sony se habían acercado a Feig para que dirigiera la secuela, pero Feig lo rechazó, sintiendo que el concepto de los antiguos Cazafantasmas pasando sus papeles a un nuevo conjunto de Cazafantasmas no le permitiría darle al nuevo elenco su momento adecuado en el centro de atención. Estas conversaciones dieron como resultado el concepto del reinicio como la mejor manera de hacer progresar la franquicia; esto también permitió a Feig evitar problemas con el canon de las películas anteriores. Feig se asoció con Katie Dippold para el guion. La producción comenzó a mediados de 2015 y la película se estrenó en julio de 2016 con el nombre de Cazafantasmas; Más tarde fue rebautizado en los medios domésticos como Ghostbusters: Answer the Call para distinguirlo de la primera película de la franquicia.
Durante la producción de Los Cazafantasmas de 2016, Reitman declaró que Sony Pictures había estado saliendo de una serie de fracasos y que estaba buscando una propiedad comparable al Universo Cinematográfico de Marvel de la que podrían sacar secuelas, historias paralelas y otras opciones durante varios años para seguir. Reitman se acercó a Sony con la idea de "Ghost Corps", una serie de películas basadas en la franquicia de los Cazafantasmas. Sony fundó Ghost Corps en 2015, con Reitman y Aykroyd supervisando sus producciones. Ghostbusters se convirtió en la primera película marcada con el nombre de Ghost Corps.
Durante la producción de Ghostbusters (2016), surgieron dos proyectos adicionales relacionados con Ghostbusters, vinculados al estudio Ghost Corps. En marzo de 2015, Deadline escribió que el sello Ghost Corps de Sony estaba desarrollando una película de Los Cazafantasmas protagonizada exclusivamente por hombres, con Channing Tatum y Chris Pratt como protagonistas. Anthony y Joe Russo firmaron como codirectores, a partir de un guion de Drew Pearce, mientras que Reid Carolin y Peter Kiernan producirían el proyecto. Según los informes, en 2016, la película se canceló y los hermanos Russo ya no están vinculados. Ivan Reitman declaró más tarde que no estaba involucrado en el proyecto, pero nunca pasó de las primeras etapas de desarrollo, con unas 30 páginas de guion escritas.
El segundo proyecto relacionado con los Cazafantasmas informado durante este tiempo fue una película animada, producida por Reitman y distribuida por Sony Pictures Animation. Fletcher Moules supervisará el proyecto como animador y director. La película será contada desde la perspectiva de los fantasmas.
Tras el estreno de Cazafantasmas, Sony Pictures anunció que se estaba desarrollando una secuela de la película. En noviembre de 2016, Feig expresó sus dudas de que se hiciera la secuela, debido a que la película se comportó por debajo de las expectativas en la taquilla. En respuesta a los comentarios de Feig, Reitman afirmó que "va a haber muchas otras películas de Cazafantasmas, solo están en desarrollo en este momento".

#### Regresar a la línea de tiempo original (2018-en curso)
En una entrevista en noviembre de 2018, Aykroyd habló sobre un nuevo guion que se estaba desarrollando para una película de Cazafantasmas que potencialmente los reuniría a él, Murray y Hudson en sus roles anteriores, incluso considerando la reticencia previa de Murray a regresar.
En enero de 2019, Entertainment Weekly anunció que se estaba desarrollando una nueva película de Cazafantasmas conectada con las dos películas originales, con una fecha de lanzamiento prevista para marzo de 2021 y originalmente programada para el 10 de julio de 2020. El hijo de Ivan Reitman, Jason Reitman, dirigirá, con un guion coescrito por Jason Reitman y Gil Kenan. Ivan Reitman actuará como productor. The Montecito Picture Company trabajará en la producción. Ivan describió la película como "pasar la antorcha".
Jason Reitman usó el título "Rust City" durante las etapas de desarrollo y preproducción para mantener el proyecto en secreto. Al día siguiente se lanzó un tráiler de anuncio de la película.
| Título                  | Parte del equipo                                         | Parte del equipo                                                 | Parte del equipo       | Parte del equipo                                                                              | Parte del equipo | Parte del equipo                                                        | Parte del equipo                        |
| Título                  | Compositor(es)                                           | Canción                                                          | Director de fotografía | Editor(es)                                                                                    | Productora(s) | Distribuidora(s)                                                        | Duración                                |
| ----------------------- | -------------------------------------------------------- | ---------------------------------------------------------------- | ---------------------- | --------------------------------------------------------------------------------------------- | --- | ----------------------------------------------------------------------- | --------------------------------------- |
| Películas               |                                                          |                                                                  |                        |                                                                                               | |                                                                         |                                         |
| Los cazafantasmas       | Elmer Bernstein                                          | "Ghostbusters" por Ray Parker, Jr.                               | László Kovács          | David E. Blewitt, Sheldon Kahn                                                                | Columbia Pictures, Delphi Productions, Black Rhino Productions, Bernie Brillstein Productions                                                  | Columbia Pictures                                                       | 105 minutos                             |
| Ghostbusters II         | Randy Edelman                                            | "Ghostbusters" por Ray Parker, Jr.                               | Michael Chapman        | Donn Cambern, Sheldon Kahn                                                                    | Columbia Pictures | Columbia Pictures                                                       | 108 minutos                             |
| Cazafantasmas           | Theodore Shapiro                                         | "Ghostbusters (I'm Not Afraid)" por Fall Out Boy y Missy Elliott | Robert Yeoman          | Brent White, Melissa Bretherton                                                               | Columbia Pictures, Ghost Corps, Village Roadshow Pictures, LStar Capital, Pascal Pictures, Feigco Entertainment, The Montecito Picture Company | Sony Pictures                                                           | 116 minutos                             |
| Ghostbusters: Afterlife | Rob Simonsen                                             | TBA                                                              | Eric Steelberg         | Dana E. Glauberman, Nathan Orloff                                                             | Columbia Pictures, Ghost Corps, Bron Creative, The Montecito Picture Company,Right of Way Films                                                | Sony Pictures                                                           | 125 minutos                             |
| Series de televisión    |                                                          |                                                                  |                        |                                                                                               | |                                                                         |                                         |
| The Real Ghostbusters   | Haim Saban, Shuki Levy, Thomas Chase Jones, Steve Rucker | "Ghostbusters" por Ray Parker, Jr.                               | N/A                    | Gregory K. Bowron, Richard Bruce Elliott, Allan Gelbart                                       | Columbia Pictures Television, DIC Entertainment                                                                                                | Coca-Cola Telecommunications, Columbia Pictures Television Distribution | 2,800 minutos (20 minutos por episodio) |
| Extreme Ghostbusters    | Jim Latham                                               | "Ghostbusters" por Jim Cummings                                  | N/A                    | Bruce W. Cathcart, Eric C. Daroca, Eytan Sternberg, Kyle Solorio, Mark Scheib, Paul D. Calder | Columbia TriStar Television, Adelaide Productions                                                                                              | Columbia TriStar Domestic Television, Bohbot Entertainment              | 800 minutos (20 minutos por episodio)   |

## Recepción

### Rendimiento de taquilla
| Película                | Recaudación       | Recaudación       | Recaudación  | Posición en taquilla    | Posición en taquilla | Presupuesto   | Ref.   |
| Película                | América del Norte | Otros territorios | Mundial      | Estados Unidos y Canadá | Mundial              | Presupuesto   | Ref.   |
| ----------------------- | ----------------- | ----------------- | ------------ | ----------------------- | -------------------- | ------------- | ------ |
| Los cazafantasmas       | $243,578,797      | $53,000,000       | $296,578,797 | #109                    | #396                 | $30 millones  | [ 92 ] |
| Ghostbusters II         | $112,494,738      | $102,900,000      | $215,394,738 | #527                    | #596                 | $37 millones  | [ 93 ] |
| Cazafantasmas           | $128,350,574      | $100,796,935      | $229,147,509 | #411                    | #552                 | $144 millones | [ 94 ] |
| Ghostbusters: Afterlife | $129,360,575      | $ 68,000,000      | $197,360,575 | N/A                     | N/A                  | $75 millones  | [ 96 ] |
| Total                   | $613,784,684      | $324,696,935      | $938,481,619 | N/A                     | N/A                  | $286 millones | [ 97 ] |

### Respuesta crítica y pública
| Película                  | Crítica           | Crítica         | Público     |
| Película                  | Rotten Tomatoes   | Metacritic      | CinemaScore |
| ------------------------- | ----------------- | --------------- | ----------- |
| Los cazafantasmas         | 97% (75 reseñas)  | 71 (8 reseñas)  | N/A         |
| Ghostbusters II           | 53% (38 reseñas)  | 56 (14 reseñas) | A-          |
| Cazafantasmas             | 73% (392 reseñas) | 60 (52 reseñas) | B-          |
| Ghostbusters: Afterlife   | 63% (201 reseñas) | 45 (46 reseñas) | A-          |
| casafantasmas: expires on |                   |                 |             |

### Impacto cultural
Según el comentario del director sobre el DVD de Cazafantasmas, el impacto cultural de la película se sintió casi de inmediato. El edificio que fue el edificio de apartamentos de Dana Barrett en Cazafantasmas , desde el lanzamiento de la película, ha sido conocido como el Edificio de los Cazafantasmas, y junto con Hook and Ladder Firehouse, se ha convertido en una atracción turística del mundo real en la ciudad de Nueva York. En mayo de 2010, el grupo Improv Everywhere, por invitación de la Biblioteca Pública de Nueva York, organizó una "misión" con el tema de Los Cazafantasmas en la misma sala de lectura utilizada en la película. El videojuego Burnout Paradise rinde homenaje a la franquicia con un automóvil titulado 'Manhattan Spirit', que se basa en el Ecto-1.
La película Be Kind Rewind incluye una secuencia en la que Jack Black, Mos Def y otros recrean la primera película utilizando accesorios y disfraces hechos por ellos mismos, una aparición especial de Sigourney Weaver y una versión del tema cantada por Jack Black.
El 9 de junio de 2013, se subió a YouTube un tráiler de un documental llamado Spook Central, que presenta clips de Ghostbusters junto con discusiones sobre los significados percibidos en la película, imitando el estilo del documental Room 237.
El eslogan de la película, "¿A quién vas a llamar?", se ha utilizado en otros medios, como la serie de dibujos animados Casper de la década de 1990. En la versión cinematográfica de 1995 de Casper, Dan Aykroyd aparece en el personaje de Ray Stantz, que fue contratado para eliminar la Mansión Whipstaff de fantasmas, pero después de haber sido frustrado por el Trío Fantasmal, Stantz les dice tímidamente a los nuevos propietarios: "¿A quién van a llamar?". "Alguien más".
En 2016, cineastas independientes produjeron un video titulado Ghostheads, que muestra y describe varios "Ghostheads" (autodenominados fanáticos de la franquicia como "Trekkers" para Star Trek) y diferentes franquicias individuales en los Estados Unidos y Canadá.
En 2018, los Carabinieri de Pavía llamaron al plan para arrestar a un ladrón de arte que usó una sábana fantasmal irreconocible como "Operazione Ghostbusters" ("Operación Cazafantasmas").

## Música

### Bandas sonoras
| Título                                                       | Fecha de lanzamiento    | Compositor(es)   | Discográfica                    |
| ------------------------------------------------------------ | ----------------------- | ---------------- | ------------------------------- |
| Ghostbusters: Original Soundtrack Album                      | 8 de junio de 1984      | N/A              | Arista Records                  |
| Ghostbusters II                                              | 12 de junio de 1989     | N/A              | MCA Records                     |
| Ghostbusters: Original Motion Picture Score                  | 16 de marzo de 2006     | Elmer Bernstein  | Intrada Records, Sony Classical |
| Ghostbusters: Original Motion Picture Score (2016)           | 8 de julio de 2016      | Theodore Shapiro | Sony Classical                  |
| Ghostbusters: Original Motion Picture Soundtrack (2016)      | 15 de julio de 2016     | N/A              | RCA Records                     |
| Ghostbusters II: Original Motion Picture Score               | 13 de agosto de 2021    | Randy Edelman    | Sony Classical                  |
| Ghostbusters: Afterlife (Original Motion Picture Soundtrack) | 19 de noviembre de 2021 | Rob Simonsen     | Sony Classical                  |

### Canciones
La primera película provocó los eslóganes, "¿A quién vas a llamar? ¡Cazafantasmas!" y "No le tengo miedo a ningún fantasma". Ambos procedían del tema musical interpretado por Ray Parker, Jr., quien lo escribió en un día y medio. La canción fue un gran éxito, permaneciendo en el número 1 durante tres semanas en la lista Hot 100 de Billboard y en el número 1 durante dos semanas en la lista Black Singles. La canción le valió a Parker una nominación al Premio de la Academia por "Mejor Canción Original".
El video musical producido para la canción se considera una de las producciones clave en la era de los primeros videos musicales y fue un video número 1 de MTV. Dirigido por Reitman y producido por Jeffrey Abelson, el video integró orgánicamente metraje de la película en una casa embrujada especialmente diseñada, revestida de neón en su totalidad. El metraje de la película se intercaló con una actuación humorística de Parker y contó con cameos de celebridades que se unieron al coro de llamadas y respuestas, incluidos Chevy Chase, Irene Cara, John Candy, Nickolas Ashford, Melissa Gilbert, Jeffrey Tambor, George Wendt, Al Franken, Danny DeVito, Carly Simon, Peter Falk y Teri Garr. El video termina con imágenes de los cuatro actores principales de Los Cazafantasmas, en vestuario y personaje, bailando en Times Square detrás de Parker, uniéndose al canto.
La secuela generó dos sencillos de su banda sonora. El artista de R&B Bobby Brown tuvo un éxito exitoso con "On Our Own", mientras que el grupo de hip hop Run-D.M.C. recibió el encargo de interpretar "Ghostbusters (versión rap)" para la secuela.

## Otros medios y mercancías
La película generó un espectáculo de efectos especiales en un parque temático en Universal Studios Florida que cerró en 1996. Los Cazafantasmas aparecieron más tarde en un espectáculo de baile de sincronización de labios que incluía Beetlejuice en los escalones de la fachada de la Biblioteca Pública de Nueva York en el parque. Los personajes eran versiones completamente nuevas y "extremas" en el programa, salvo el personaje de Zeddemore. Su automóvil Ecto-1 se usó para conducirlos por el parque y se usó a menudo en el "Desfile de vacaciones de Macy's" anual del parque. Para el espectáculo, se usó una piel de silicona experimental en Slimer, que tardó dos semanas en armarse. El programa, Ecto-1 y todas las demás marcas comerciales de Ghostbuster se suspendieron en 2005 cuando Universal no renovó los derechos para el uso del parque temático, y la fachada de Firehouse se integró con la montaña rusa Rip Ride Rockit del parque después de que se quitaron todas las calcomanías y el letrero de Ghostbuster. del edificio Sin embargo, en 2019, los Cazafantasmas regresaron al parque como un acuerdo entre Universal y Sony Entertainment para crear una casa embrujada basada en la película original para su evento anual de otoño, Halloween Horror Nights, en sus parques de Orlando y Hollywood. Se hizo referencia a la historia de la franquicia con el parque en Orlando en la promoción de marketing para el evento y la casa en sí, así como varios huevos de Pascua vistos durante el evento en Florida.
La Asociación Nacional de Coleccionables de Entretenimiento (NECA) lanzó una línea de figuras de acción a escala de 7 "basadas en la primera película, pero solo produjo una serie de personajes fantasmas, ya que Murray rechazó los derechos para usar su semejanza facial. Su primera y única serie incluyó Gozer, Slimer (o Onionhead), los Terror Dogs: Zuul y Vinz Clortho, y un enorme Stay-Puft Marshmallow Man, que contrasta con la figura diminuta que estaba en la línea de figuras original.
Ertl lanzó un Ectomóvil a escala 1/25 fundido a presión, también conocido como Ecto-1, el transporte principal de los Cazafantasmas. Rubies' Costumes ha producido un disfraz de Halloween de los Cazafantasmas, que consta de un mono de una pieza con logotipos y un paquete de protones inflable. En 2007, las ventas de productos de Los Cazafantasmas habían superado los mil millones de dólares en ingresos.
La línea de juguetes Minimates de Art Asylum presenta una línea secundaria de Cazafantasmas, que incluye una caja de personajes del videojuego de 2009. Extreme Ghostbusters también ha visto una línea de juguetes para niños lanzada por Trendmasters. Toys R Us lanzó la serie 3 de villanos de Ghostbusters Minimates en enero de 2010. The Parallax Corporation produce una línea de malvaviscos en una caja coleccionable con licencia bajo la marca Stay Puft Marshmallows.
Mattel ha producido una serie de figuras de acción basadas en personajes de las películas de 1984 y 1989 y del videojuego de 2009, la mayoría de las cuales se vendieron exclusivamente en su tienda web MattyCollector.Com. Esta línea de 6" presentaba a Peter, Ray, Egon, Winston, Gatekeeper Dana, Keymaster Louis, Walter Peck, Vigo the Carpathian y la mayoría de los fantasmas, incluido un gigante Mr Stay Puft. Mattel también ofreció una serie de figuras de 12" con ropa de tela. y paquetes de protones iluminados/sopladores de limo, así como una serie de réplicas de accesorios de juguete como el medidor PKE y la trampa fantasma. Para las tiendas minoristas, había una serie "retro" de figuras de acción disfrazadas de tela de 8 pulgadas basadas en la serie animada, y un juego festivo de Cazafantasmas II de 6 "que presentaba al equipo con sus uniformes gris oscuro y gorros de Papá Noel.
En el Toyfair de febrero de 2015, Diamond Select Toys reveló varias figuras en una nueva línea de figuras de acción de 7" basada en la primera película. Estas incluyen a Ray, Winston, Peter, Egon, Gozer, los Terror Dogs (Zuul y Vinz Clortho), Dana y Louis Cada figura también incluye piezas para armar un diorama del templo en la azotea.
En 2017, Playmobil también produjo una línea de juguetes con los Cazafantasmas y elementos esenciales de la primera película, incluidos Dana Barret, Marshmallow Man y Ecto-1.
La estación de bomberos de los Cazafantasmas, en realidad la estación de bomberos Hook & Ladder Company 8 todavía en uso en Nueva York, se ha convertido en un ícono de la franquicia. Se ha convertido en la base de, entre otros productos, un juego de Lego de 4500 piezas y un juego de Playmobil.

### Videojuegos
| Año  | Título                                  | Consola(s)                                                                      | Desarrollador(es)   | Distribuidora(s)                                                                    |
| ---- | --------------------------------------- | ------------------------------------------------------------------------------- | ------------------- | ----------------------------------------------------------------------------------- |
| 1984 | Ghostbusters                            | Commodore 64, Apple II, Familia Atari de 8 bits, MSX                            | Activision          | Activision                                                                          |
| 1985 | Ghostbusters                            | Atari 2600, IBM PCjr/Tandy 1000                                                 | Activision          | Activision                                                                          |
| 1985 | Ghostbusters                            | Amstrad CPC                                                                     | James Software Ltd. | Activision                                                                          |
| 1986 | Ghostbusters                            | Sinclair ZX Spectrum                                                            | James Software Ltd. | Activision                                                                          |
| 1986 | Ghostbusters                            | NES/Famicom                                                                     | Bits Laboratory     | Activision, Tokuma Shoten (sólo en Japón)                                           |
| 1987 | Ghostbusters                            | Master System                                                                   | Compile             | Sega                                                                                |
| 1987 | The Real Ghostbusters                   | Arcade                                                                          | Data East           | Data East                                                                           |
| 1989 | The Real Ghostbusters                   | Atari ST, Commodore Amiga, Commodore 64, Amstrad CPC, Sinclair ZX Spectrum      | Data East           | Activision                                                                          |
| 1989 | Ghostbusters II                         | MS-DOS                                                                          | Dynamix             | Activision                                                                          |
| 1989 | Ghostbusters II                         | Atari ST, Commodore Amiga, Commodore 64, Amstrad CPC, Sinclair ZX Spectrum, MSX | Foursfield          | Activision                                                                          |
| 1990 | Ghostbusters II                         | NES                                                                             | Imagineering        | Activision                                                                          |
| 1990 | Ghostbusters                            | Mega Drive, Sega Genesis                                                        | Sega, Compile       | Sega                                                                                |
| 1990 | New Ghostbusters II                     | Game Boy, NES/Famicom                                                           | HAL Laboratory      | HAL Laboratory, Activision (sólo la versión del Reino Unido, Norteamérica y Europa) |
| 1992 | Ghostbusters II                         | Atari 2600                                                                      | Avantgarde Software | Activision, Salu Ltd.                                                               |
| 1993 | The Real Ghostbusters                   | Game Boy                                                                        | Kemco               | Activision                                                                          |
| 2009 | Ghostbusters: The Video Game            | Xbox 360, PlayStation 3, Microsoft Windows                                      | Terminal Reality    | Atari, Sony Computer Entertainment (sólo versión PS3, sólo Europa)                  |
| 2009 | Ghostbusters: The Video Game            | Wii, PlayStation 2, PlayStation Portable                                        | Red Fly Studios     | Atari, Sony Computer Entertainment (sólo versión PS2, sólo Europa)                  |
| 2009 | Ghostbusters: The Video Game            | Nintendo DS                                                                     | Zen Studios         | Atari                                                                               |
| 2011 | Ghostbusters: Sanctum of Slime          | Xbox 360, PlayStation 3, Steam                                                  | Behaviour Santiago  | Atari                                                                               |
| 2012 | Ghostbusters: Paranormal Blast          | IOS, Android                                                                    | XMG Studio          | XMG Studio                                                                          |
| 2013 | Beeline's Ghostbusters                  | IOS                                                                             | Beeline Interactive | Capcom                                                                              |
| 2014 | Ghostbusters Pinball                    | IOS, Android                                                                    | FarSight Studios    | FarSight Studios                                                                    |
| 2016 | Ghostbusters                            | PlayStation 4, Xbox One, Steam                                                  | FireForge Games     | Activision                                                                          |
| 2016 | Ghostbusters: Slime City                | IOS, Android                                                                    | EightPixelsSquare   | Activision                                                                          |
| 2018 | Ghostbusters World                      | IOS, Android                                                                    | NextAge             | Columbia Pictures, Ghost Corps, FourThirtyThree Inc.                                |
| 2019 | Ghostbusters: The Video Game Remastered | PlayStation 4, Xbox One, Nintendo Switch, Epic Games Store, Steam               | Saber Interactive   | Mad Dog Games                                                                       |
| 2022 | Ghostbusters: Spirits Unleashed         | Microsoft Windows, PlayStation 4, PlayStation 5, Xbox One, Xbox Series X/S      | IllFonic            | IllFonic                                                                            |

En PlayStation Home, la red social de juegos basada en la comunidad en línea de PlayStation 3, Loot Interactive, en asociación con Atari y Terminal Reality, lanzó un espacio de apartamento con el tema de los Cazafantasmas el 18 de junio de 2009. Llamado "Cazafantasmas Firehouse: On Location”, este espacio está dedicado al 25 aniversario de Ghostbusters y su lanzamiento mundial en Blu-ray. El espacio personal Firehouse es una réplica detallada de los Cazafantasmas de tres pisos.sede de la película original, incluida la unidad de contención de fantasmas en el sótano, el garaje y las áreas de oficina en el primer piso, además de las áreas de sala de estar, laboratorio, postes de bomberos, dormitorio y baño.
El evento de Halloween 2014 de Family Guy: The Quest for Stuff presenta un tema de Cazafantasmas para conmemorar el 30 aniversario de la película. La historia involucra a Peter, Cleveland, Joe y Quagmire convirtiéndose en Cazafantasmas para luchar contra una invasión paranormal en Quahog. En el evento se incluyen los uniformes de Cazafantasmas para Peter y compañía, la estación de bomberos de Cazafantasmas y Ecto-1. El juego Lego Dimensions de 2015 que cobra vida presenta múltiples personajes, ubicaciones y escenarios basados en la franquicia de los Cazafantasmas, incluidas las películas originales y los Cazafantasmas de Paul Feig. El 4 de junio, el juego de simulación de parques temáticos Planet Coaster agregó un paquete con el tema de los Cazafantasmas.

### Tragamonedas
La máquina tragamonedas Ghostbusters fue uno de los juegos más esperados lanzados por International Game Technology en 2012. Es popular en los casinos de Las Vegas y también hay una versión en línea del juego. Cuenta con 5 carretes y 30 líneas de pago con 3 rondas de bonificación interactivas que se pueden desbloquear.

### Pinball
Stern Pinball anunció un juego de pinball Ghostbusters en marzo de 2016. El juego está disponible en tres modelos: Pro, Premium y Limited Edition. El juego incluye clips de audio de las dos primeras películas, así como trabajo de voz personalizado de Ernie Hudson.

### Cómics
A fines de la década de 1980, NOW Comics y Marvel UK publicaron The Real Ghostbusters, cómics basados en la serie de televisión del mismo nombre. En mayo de 2003, Sony firmó un acuerdo con 88MPH Studios para trabajar en una actualización cómica de la película Cazafantasmas, que se estrenará más adelante en el año. Cazafantasmas: Legión vio el regreso de los cuatro Cazafantasmas y el elenco principal de la película. Legiónactualizó la serie ambientando los eventos de la primera película en 2004, en lugar de 1984. Ambientada seis meses después del incidente de Gozer, la serie fue diseñada para seguir a los Cazafantasmas a medida que su fama inicial se desvanecía y volvían a la tarea habitual de cazar fantasmas en diariamente. La serie ve al equipo enloquecido mientras una serie de crímenes sobrenaturales y otros sucesos relacionados plagan la ciudad, además de contemplar los mayores efectos de su éxito más allá de la atención inmediata de los medios.
El editor de manga Tokyopop produjo un manga original en inglés casi al mismo tiempo que se anunció el videojuego. Fue lanzado en octubre de 2008, bajo el título Ghostbusters: Ghost Busted . El manga, que se desarrolla entre la segunda película y el juego, presenta una serie de historias únicas de varios artistas y escritores diferentes, así como una trama secundaria que involucra a Jack Hardemeyer (de la segunda película) y un ejército vengativo de fantasmas que intentan obtener vengarse de los Cazafantasmas.
IDW Publishing también lanzó una serie de cómics basada en la franquicia. Su primera serie, Ghostbusters: The Other Side, fue escrita por Keith Champagne, con arte de Tom Nguyen. Una segunda serie fue lanzada más tarde en 2009 como Ghostbusters: Displaced Aggression . Una tercera serie, Ghostbusters: Haunted Holidays , se lanzó en noviembre de 2010. Desde septiembre de 2011 hasta diciembre de 2012, IDW publicó una serie en curso que constaba de 16 números, escrita por Erik Burnham con arte de Dan Schoening y Luis Antonio Delgado. Desde febrero de 2013 hasta septiembre de 2014, una nueva serie en curso titulada The New Ghostbusters, también de Burnham, Schoening y Delgado, publicó 20 números.
Con motivo del aniversario mutuo de 30 años de ambas franquicias, IDW publicó una serie cruzada limitada titulada Teenage Mutant Ninja Turtles/Ghostbusters en 2014, que presenta la versión IDW de Teenage Mutant Ninja Turtles uniendo fuerzas con los cómics Ghostbusters. El éxito de la serie lanzó una secuela, Teenage Mutant Ninja Turtles/Ghostbusters 2, tres años después, con una variedad de figuras de acción que combinaban las características físicas de las Tortugas y los Cazafantasmas.

### Libros
- Ghostbusters: The Return es una novela de 2004 escrita por Sholly Fisch en celebración del 20 aniversario de la franquicia. Ambientada dos años después de Ghostbusters II , la novela gira en torno a Venkman que se postula para alcalde de la ciudad de Nueva York y una entidad antigua que intenta conquistar el mundo dando vida a las leyendas urbanas.
- Tobin's Spirit Guide: Official Ghostbusters Edition es un libro de referencia de ficción de 2016 escrito por Erik Burnham para vincularlo con el lanzamiento del reinicio de Ghostbusters . El libro se menciona en la primera película y luego se ve en una versión de banco de datos digital en la secuela.
- Ghosts from Our Past: Both Literally and Figuratively: The Study of the Paranormal es un libro de referencia de ficción de 2016 escrito por Andrew Shaffer bajo los seudónimos de "Erin Gilbert" y "Abby L. Yates". El libro aparece en la película de reinicio, siendo el manual escrito por los dos protagonistas, el que también acaba siendo la causa de su reencuentro.